# Приключения Оливера Твиста
«Приключе́ния О́ливера Тви́ста» (Oliver Twist; or, the Parish Boy’s Progress; The Adventures of Oliver Twist) — второй роман Чарльза Диккенса и первый в английской литературе, главным героем которого стал ребёнок.

## Сюжет
Оливер Твист — мальчик, мать которого умерла при родах в работном доме. Он растёт в сиротском приюте при местном приходе, средства которого крайне скудны. Голодающие сверстники заставляют его попросить добавки к обеду. За строптивость начальство приказывает мистеру Бамблу, приходскому бидлу, отправить Оливера в контору мистера Сауебери, гробовщика, где мальчик подвергается издевательствам Ноэ Клейпола, старшего подмастерья, и кухарки Шарлотт.
После драки с подмастерьем Оливер бежит в Лондон, где попадает в шайку юного карманника Джека Доукинса по прозвищу «Ловкий Плут». Логовом преступников верховодит хитрый и коварный еврей Фейгин. Туда же наведывается хладнокровный убийца и грабитель Билл Сайкс. Его 17-летняя подружка Нэнси видит в Оливере родственную душу и проявляет к нему доброту. В планы преступников входит обучение Оливера ремеслу карманника.
Однако после сорвавшегося ограбления мальчик попадает в дом добродетельного джентльмена — мистера Браунлоу, который со временем начинает подозревать, что Оливер — сын его друга. Сайкс и Нэнси возвращают Оливера в мир преступного подполья с тем, чтобы он принял участие в ограблении. Как выясняется, за Фейгином стоит Монкс — единокровный брат Оливера, который пытается лишить его наследства. После очередной неудачи преступников Оливер сначала попадает в дом мисс Роз Мейли, в конце книги оказывающейся тётей героя. К ним приходит Нэнси с известием о том, что Монкс и Фейгин не расстаются с надеждой выкрасть или убить Оливера.
С такой новостью Роз Мейли едет в дом мистера Браунлоу, чтобы разрешить с его помощью эту ситуацию. Затем Оливер возвращается к мистеру Браунлоу. О визитах Нэнси к Браунлоу становится известно Сайксу. В припадке гнева он убивает несчастную девушку, но вскоре погибает и сам. Монксу приходится открыть свои грязные тайны, смириться с утратой наследства и уехать в Америку, где он умрёт в тюрьме. Фейгин попадает на виселицу, а Оливер счастливо живёт в доме своего спасителя, мистера Браунлоу.

## Литературная характеристика

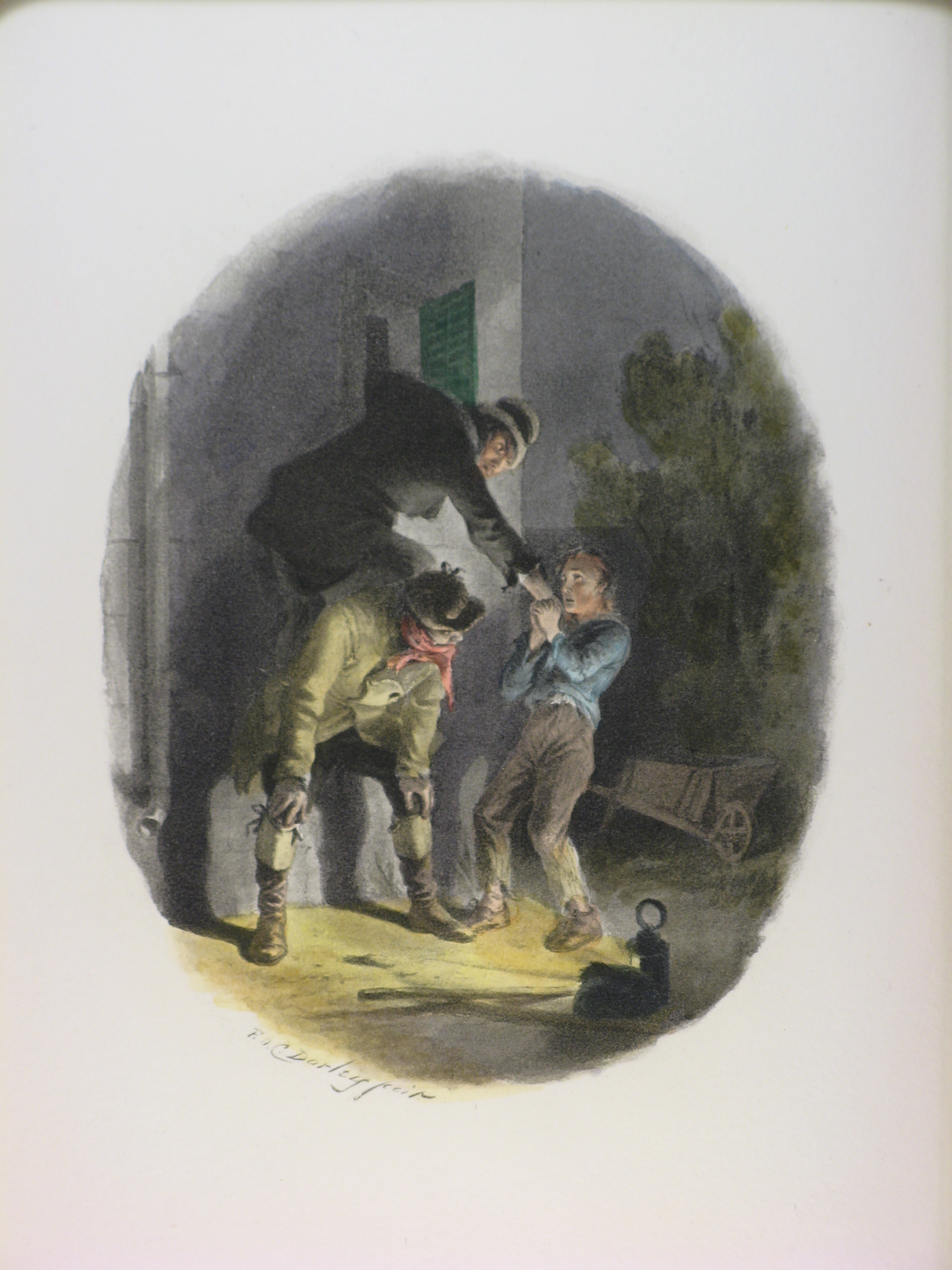
Попытка взлома дома Мейли на иллюстрации к изданию 1894 года

«Приключения Оливера Твиста» предвещают социальные романы зрелого Диккенса тем, что уже в этой книге дан срез всего английского общества от аристократических лондонских особняков до захолустного приюта и показаны связывающие их нити. Мишенью критики автора становятся работные дома и детский труд, равнодушие правительства к вовлечению детей в преступные занятия.
В предисловии к роману Диккенс критиковал изображение жизни преступников в романтическом свете. Он писал:

Мне казалось, что изобразить реальных членов преступной шайки, нарисовать их во всем их уродстве, со всей их гнусностью, показать убогую, нищую их жизнь, показать их такими, каковы они на самом деле, — вечно крадутся они, охваченные тревогой, по самым грязным тропам жизни, и куда бы ни взглянули, везде маячит перед ними большая чёрная страшная виселица, — мне казалось, что изобразить это — значит попытаться сделать то, что необходимо и что сослужит службу обществу. И я это исполнил в меру моих сил.— Предисловие Чарльза Диккенса к роману «Оливер Твист»
Между тем, и в «Оливере Твисте» есть изобилие романтических условностей (подглядывания, подслушивания, ангельская внешность невинного Оливера, уродливая внешность злодеев) и поразительных совпадений (после провала ограбления Оливер попадает в дом своего родственника), обеспечивающих книге традиционный для классического английского романа хэппи-энд. Это сближает книгу с готическими и плутовскими романами предыдущей эпохи.

## Издания романа
Публиковался с иллюстрациями Джорджа Крукшенка в литературном журнале Bentley’s Miscellany с февраля 1837 по март 1839 г. Роман также был выпущен отдельным изданием по соглашению с издателем журнала Bentley’s Miscellany в октябре 1838 года. В 1846 году роман был издан Диккенсом в ежемесячных выпусках, выходивших с января по октябрь.
В России роман впервые начал печататься в 1841 году, когда первый отрывок (глава XXIII) появился в февральском номере «Литературной газеты» (№ 14). Глава была названа «О том, какое влияние имеют чайные ложки на любовь и нравственность». Первая полная публикация романа в России была осуществлена в том же году: роман был выпущен в анонимном переводе Алексея Горковенко в Санкт-Петербурге. Самый популярный перевод романа на русский язык был сделан Евгением Ланном и Александрой Кривцовой в 1937 году.

## Реминисценции
Диккенс в конце жизни раскаивался в том, что сделал одного из злодеев евреем, причём ситуация отягощалась тем, что он дал этому персонажу фамилию своего тогдашнего друга-еврея Фейгина. Во искупление этой вины Диккенс вывел среди персонажей своего романа «Наш общий друг» доброго и благородного еврея Райю, во всём противоположного Фейгину из романа про Оливера.
Стихотворение Осипа Мандельштама «Домби и сын» открывается известными строками:
     Когда, пронзительнее свиста,

     я слышу английский язык,

     я вижу Оливера Твиста

     над кипами конторских книг…

## Экранизации и театральные постановки
- Современный Оливер Твист — немой фильм, 1906 год, режиссёр Джеймс Блэктон (США).
- Оливер Твист — немой фильм, 1907 год, режиссёр Джеймс Блэктон (США).
- Оливер Твист[англ.] — немой фильм, 1909 год, режиссёр Джеймс Блэктон (США).
- Детство Оливера Твиста — немой фильм, 1910 год, режиссёр Камилл де Морлон[фр.] (Франция).
- История сироты — немой фильм, 1911 год (Италия).
- Оливер Твист[англ.] — немой фильм, 1912 год, режиссёр Томас Бентли[англ.] (Великобритания).
- Оливер Твист[англ.] — немой фильм, 1912 год (США).
- Оливер Твист[англ.], немой фильм, 1916 год, режиссёр режиссёр Джеймс Янг[англ.], США.
- Оливер Твист[англ.], немой фильм, 1919 год, режиссёр Мартон Гараш[англ.] (Венгрия).
- Оливер Твист младший — немой фильм, 1921 год, режиссёр Миллард Уэбб[англ.] (США).
- Оливер Твист — немой фильм, 1922 год, режиссёр Фрэнк Ллойд (США).
- Оливер Твист[англ.] — самая ранняя звуковая адаптация, 1933, режиссёр Уильям Дж. Коуэн (США)[3].
- Оливер Твист — классическая экранизация 1948 года, реж. Дэвид Лин.
- Оливер! — мюзикл, 1960 (Уэст-Энд, Лондон), 1962 (Бродвей), 1984 (возобновление на Бродвее), 1994 (возобновление в Уэст-Энде), 2002 (Тур по Австралазии), 2003 (Таллин), 2009 (возобновление в Уэст-Энде), с декабря 2011 (тур по Великобритании).
- Оливер! — фильм-мюзикл, поставленный по одноимённому мюзиклу, 1968 год.
- Оливер Твист — мультфильм, 1982 год.
- Оливер Твист — телесериал, 1985 год. Реж. — Гарет Дейвис (Великобритания).
- Оливер и компания — мультфильм, 1988 год.
- Толивер Твист — мультсериал «Том и Джерри в детстве», сезон 3, 1992 год.
- Оливер Твист — фильм, 1997 год. Режиссёр — Тони Билл (США).
- Оливер Твист — фильм, 2005 год. Режиссёр — Роман Полански.
- Оливер Твист — сериал, 2007 год. Режиссёр — Коки Гидройк.
- Памяти Оливера Твиста — документальный фильм, 2014 год. Режиссёр — Рональд Укланизм.
- Афера Оливера Твиста — фильм, 2021 год. Режиссер — Мартин Оуэн.
- Ловкий плут — сериал, 2023 год. Режиссёр — Джеффри Уокер, Корри Чэнь, Грейси Отто (Австралия).